# Go醬
Go醬（日语： Gō-chan），正式名稱Go Expander，是日本電視台業者朝日電視台的吉祥物。吉祥物由三麗鷗公司的山口裕子設計，於2011年5月10日推出。
Go醬是朝日電視台成立53年來的第一個官方吉祥物，自1959年2月1日，朝日電視台的前身——日本教育電視台開業以來，朝日電視台一直沒有吉祥物。
這個角色以熊貓圖案為基礎，由三麗鷗標誌性人物Hello Kitty的第三代設計師山口玉子設計。Go醬是X-Panda星球的一個王子，生日是5月5日，與朝日電視台地面數字廣播頻道編號「5」相同。「Expanda Star」中的EX是指朝日電視台的呼號（JOEX-DTV）和其縮寫「EX」。另外，Go醬身上的V是一個羅馬數字，代表朝日電視台地面數字廣播頻道編號「5」。
2011年5月10日，在東京港區六本木的朝日電視台總部舉行的新角色介紹會上，Go醬首次露面。時任朝日電視台總裁的早河洋、三麗鷗公司總裁辻信太郎、Hello Kitty和山口裕子出席了這次活動。